# Erythrocles monodi
Espèce
Erythrocles monodi  est une espèce de poissons marins de l'ordre des Perciformes. Elle a été nommée en hommage à Théodore Monod.